# لافيل بلانشارد
لافيل بلانشارد (بالإنجليزية: LaVell Blanchard)‏ مواليد 23 فبراير 1981 في آن آربر، هو لاعب كرة سلة أمريكي. بدأ مسيرته الاحترافية في سنة 2003. يبلغ طوله 6 قدم 7 بوصة (2.0 م).

## المسيرة الاحترافية
لعب مع إي دبليو إي باسكتس أولدنبورغ في الدوري الألماني في موسم 2005–2006، ثم لعب مع أسفيل باسكت في الدوري الفرنسي في سنة 2007، ثم لعب مع نادي ليماسول لكرة السلة في موسم 2008–2009، ثم لعب مع نادي إيجوكيا لكرة السلة في سنة 2010، ثم لعب مع توربان بويات في موسم 2010–2011.

## روابط خارجية
- لافيل بلانشارد على موقع كرة السلة الأوروبية.كوم (الإنجليزية)
- لافيل بلانشارد على موقع كلية كرة السلة في سبورتس رفرنس.كوم (الإنجليزية)
- لافيل بلانشارد على موقع ريلجم (الإنجليزية)
- لافيل بلانشارد على موقع بروبوليرز (الإنجليزية)
- لافيل بلانشارد على موقع سبورتس رفرنس (الإنجليزية)